# Gâteau trois-frères

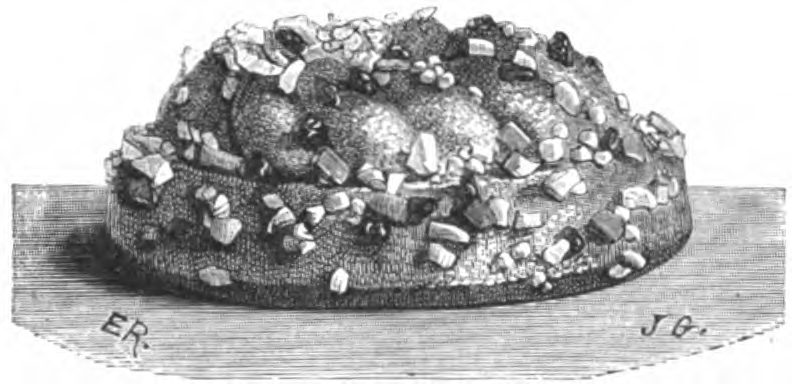
Vignette Gâteau des trois-frères, gravure sur bois, d'après un dessin de E. Ronjat, in Le Livre de pâtisserie, Jules Gouffé, Paris, Librairie Hachette, 1873.

Le gâteau trois-frères, ou gâteau des trois-frères, est une pâtisserie française créée en 1851 par les frères Julien, pâtissiers renommés, également inventeurs du savarin. Fait avec de la farine de riz, des œufs et du marasquin, il est agrémenté de confiture d'abricots et de morceaux d'angélique confite. Il est cuit dans un moule ressemblant au moule à baba, appelé « moule trois-frères ».

## Historique
En 1844, deux frères, Arthur et Auguste Julien, ouvrent la pâtisserie de la Bourse, au coin de la rue Vivienne et de la place de la Bourse à Paris. Établissement réputé, on lui doit de nombreuses créations, baptisées le moka, le savarin, le cambacérès, le talleyrand ou le richelieu, ou encore la tombe portugaise, la pensée ou le marasque.
En janvier 1851, avec leur frère Narcisse qui les a rejoints, ils lancent leur nouvelle création, le gâteau des trois-frères,. Auguste Julien, qui a été chef chez le célèbre pâtissier Chiboust, a rapporté de Bordeaux la recette de la génoise. C'est en essayant de l'améliorer qu'il a l'idée d'utiliser de la farine de riz, alors à la mode. Un moule à gâteau, en forme de moule à baba, mais aux parois torsadées, est spécialement créé pour l'occasion par la maison Trottier. Il prend le nom de « moule (à) trois-frères ». Une demande de brevet est déposée en 1857. Comme d’autres créations de la maison Julien, le gâteau trois-frères rencontre un grand succès.

## Préparation
La gâteau est réalisé à base de farine de riz, d'œufs et de marasquin, ce qui en fait une pâtisserie sans gluten. Une fois cuit, on le garnit de confiture d'abricots, de morceaux d'angélique confite et d'amandes pralinées. Selon le Grand Larousse gastronomique, il en existe une variante à base de poudre d'amandes, de sucre, d’œufs et de crème fouettée, parfumée à l'orange.